# McClintic-Marshall Company
McClintic-Marshall Company (auch McClintic-Marshall Construction Company) war eines der größten amerikanischen Stahl- und Stahlbauunternehmen.
Howard Hale McClintic und Charles Donnell Marshall, beide Absolventen der Lehigh University des Jahres 1888, hatten 1890 mit drei anderen Partnern in Pittsburgh, Pennsylvania die Shiffler Bridge Company gegründet, die aber 1900 mit 22 weiteren Brückenbaufirmen zur American Bridge Company zusammengefasst und dann von Andrew Carnegie und US Steel kontrolliert wurden.
McClintic und Marshall gründeten darauf 1900 mit einem von Andrew W. Mellon zur Verfügung gestellten Startkapital die McClintic-Marshall Company in Pottstown, Pennsylvania, später in Pittsburgh. Das Unternehmen entwickelte sich rasch und war 1930 der größte unabhängige Stahlproduzent des Landes und ein renommiertes Stahlbauunternehmen.
Zu den von McClintic-Marshall Company ausgeführten Projekten gehören:
- Beaver Bridge über den Ohio River (1910)
- Panamakanal (Stahlbau an den Schleusen, außer den von Dravo Corp. gelieferten Toren)
- Pittsburgh City-County Building (1917)
- Sciotoville Bridge (1917)
- Rampen der Hell Gate Bridge (1918)
- Alfred H. Smith Memorial Bridge über den Hudson River (1924)
- Mount Hope Bridge zur Rhode Island (1929)
- Ambassador Bridge über den Detroit River (1929)
- Black Hawk Bridge über den Mississippi River in Iowa (1931)
- George Washington Bridge über den Hudson River (1931)
- Empire State Building (50 %) in New York City (1931)
- Waldorf-Astoria in New York (1931)
- Anthony Wayne Bridge über den Maumee River in Toledo (Ohio) (1931)
- General Pulaski Skyway, Newark – Jersey City (1932)
- Gulf Tower in Pittsburgh, Pennsylvania (1932)
- Golden Gate Bridge (1937)

1931 wurde das Unternehmen, das $ 8 Mio. Dividenden ausschüttete, von Bethlehem Steel für $ 32 Mio. übernommen. Beim Bau der Golden Gate Bridge wurde es umbenannt in Fabricated Steel Construction Division of the Bethlehem Steel Corporation, bis es endgültig in diesem Unternehmen aufging.
Ein Gebäude der Lehigh University ist nach den beiden Gründern benannt. Charles D. Marshalls 1912 fertiggestelltes Wohngebäude in Pittsburgh ist heute das Pittsburgh Center for the Arts.